# Liberty Theatre
Le Liberty Theatre est un théâtre de Broadway situé au 234 Ouest 42e Rue dans le quartier des théâtres de Midtown Manhattan à New York.

## Histoire
Construit en 1904 sur des plans du cabinet d'architectes Herts & Tallant pour le compte de la société de divertissement Klaw and Erlanger, il comportait 1055 places assises. Il sert de théâtre jusqu'aux années 1930 puis est utilisé comme cinéma de 1933 à 1980. Ensuite abandonné, il est devenu un espace de restauration et un lieu de divertissement.

## Productions théâtrales notables
- 1904 : Little Johnny Jones
- 1906 : The Clansman (en)
- 1913 : Sweethearts
- 1917 : Going Up
- 1919 : George White's Scandals (en)
- 1919 : Hitchy-Koo of 1919 (en)
- 1922 : Little Nellie Kelly
- 1924 : Lady, Be Good!
- 1925 : Tip-Toes
- 1928 : Blackbirds of 1928 avec Bill Robinson et Adelaide Hall.
- 1929 : Tiptoe With Me
- 1930 : Brown Buddies (en)